# Manuel Báez Gómez
Manuel Báez Gómez, el Litri (Huelva, 3 de agosto de 1905 - Málaga 18 de febrero de 1926) fue un torero español, descendiente de una importante dinastía de toreros onubenses. Fue conocido con el apodo del Expreso de Huelva.

## Biografía
Nació en el barrio de San Sebastián de Huelva, hijo de Miguel Báez Quintero el Litri, hermano del matador Miguel Báez y Espuny el Litri y tío del matador Miguel Báez Spínola el Litri.
Debutó como novillero el 20 de junio de 1919 en una novillada dentro de los festejos de la festividad del Corpus Christi, a los trece años en la plaza de toros de Las Colonias de Huelva (1902), con un novillo de tres años de la ganadería de Bernardo de la Lastra adquirido por el padre del neófito, el torero Miguel Báez Quintero también apodado Litri al ganadero.

«Manolito se mostró muy suelto con el capote; que manejaba con relativo arte; con la muleta toreó con mucha valentía, dando pases de buena marca, despachando el novillo de dos pinchazos y una buena estocada acertando al descabello”».

Vistió por primera vez el traje de luces el 15 de agosto de 1920, en Valverde del Camino (Huelva), compartió cartel con Rafael Posadas y se lidiaron reses de Manuel Castillo. Tras su actuación en Valencia el 20 de mayo de 1923, donde toreó reses de Félix Suárez, con los diestros  Chaves y Pepe Belmonte, el diestro empezó a ser conocido. Esa misma temporada de 1923 toreó veinte novilladas en Valencia, Sevilla y Huelva.
Se presentó en una novillada en Madrid el 27 de agosto de 1924 con la ganadería de Andrés Sánchez de Coquilla, alternó con Zurito y La Torre.  Según la estadística que en la revista Toros y Toreros se publica en 1924, Litri toreó en esta temporada 29 novilladas. Según la estadística que en la revista ''Toros y Toreros'' se publica en 1924, Litri toreó en esta temporada 29 novilladas.
Tomó la alternativa el 28 de septiembre de 1924 en Sevilla, fue su padrino Manuel Jiménez Chicuelo y con Pablo Lalanda de testigo. Se lidiaron toros de la ganadería de Rufino Moreno Santa María.
La temporada de 1925 la comenzó en Sevilla el 12 de abril. El 16 de julio de 1925 participa junto a Luis Freg Castro, Nicanor Villalta Serriór y Cayetano Ordóñez, Niño de la Palma, en la corrida de toros de la Asociación de la Prensa celebrada en la plaza de lacarretera de Aragón, donde hoy está el Palacio de los Deportes, Madrid. (La plaza de Las Ventasse comenzó a construir en 1929 yse inauguró en junio de 1931 la primera vez, y la segunda y definitiva en 1934 (Madrid), presidida por Alfonso de Borbón, entonces Príncipe de Asturias. El diestro obtiene, con 5748 votos emitidos, el máximo galardón que concede la asociación: la Oreja de Oro. Se lidiaron reses de Vicente Martínez y de Esteban Hernández.
El 3 de agosto de 1925 al terminar la lidia del quinto toro de la corrida celebrada en la Plaza de Toros de la Merced en Huelva, el secretario de la Asociación de la Prensa de Madrid, Eduardo Palacio Valdés, le hizo entrega de la distinción obtenida en la corrida celebrada en la villa. La ceremonia se efectuó en una corrida en la que tomaron parte Manuel Jiménez Chicuelo y Zurito con reses de Juan Belmonte.
La confirmación de la alternativa fue en Madrid el 9 de octubre de 1925, en un corrida a beneficio de la Cruz Roja, con Marcial Lalanda y N. Villalta. El toro de la ceremonia se llamaba Ostioncito de la ganadería de Villamarta. Alternó con el torero Cayetano Ordóñez Aguilera, conocido como El Niño de la Palma y padre de Antonio Ordóñez. Ese año  toreó en España 43 corridas de toros
El 11 de febrero de 1926 con motivo de la visita de Alfonso XIII y Victoria Eugenia de Battenberg a Málaga, toreó en una corrida de toros en la plaza de toros de la Malagueta en la que intervinieron Marcial Lalanda y Antonio de la Haba, Zurito, con reses de la ganadería del Marques de Guadalest.  El diestro resultó cogido gravemente en el segundo toro de la tarde de nombre Extremeño. En la enfermería Litri fue curado de una herida de diez centímetros de extensión por otros diez de profundidad en el triángulo de scarpa derecho, con una gran hemorragia venosa. Fue hospitalizado en  a la clínica del doctor Lazárraga. El 17 de febrero ante la gangrena de la herida fue sometido a una operación de urgencia por los doctores Macdonald —trasladado desde Huelva— y Lazárraga para amputarle la pierna derecha.
Manuel Báez Gómez, Litri, falleció una semana después de la cogida, el 18 de febrero de 1926. Su cuerpo fue trasladado a Huelva, su ciudad natal, donde fue velado en la capilla ardiente instalada en el Centro de Instrucción Comercial. El torero fue enterrado en el cementerio de San Sebastián y trasladado posteriormente al Cementerio de la Soledad de Huelva donde permanece. Los onubenses vivieron con intensidad el fallecimiento del torero, en 1929 mediante suscripción popular se recaudaron los fondos para sufragar los costes de un mausoleo en su memoria, realizado en mármol por el escultor palmerino Antonio Pinto Soldán. El mismo, presenta una figura femenina que llora arrodillada, portando una corona de flores sobre un medallón con el retrato del diestro. Cada año se conmemora la fecha de su fallecimiento con una ofrenda floral junto a dicho mausoleo.
Manuel Báez Gómez, el Litri fue un torero de grandes cualidades a la hora de lidiar, de técnica pausada y arriesgada, certero en el manejo del estoque.